# Larry Knight
Larry Knight (Detroit, 5 novembre 1956) è un ex cestista statunitense, professionista nella CBA.

## Carriera
Venne scelto dagli Utah Jazz al primo giro del Draft NBA 1979 con la 20ª scelta. Venne tagliato dai Jazz il 30 settembre, prima dell'inizio del campionato.
Giocò una stagione con gli Anchorage Northern Knights, nella CBA, prima di firmare un contratto con i Chicago Bulls. Venne tagliato nuovamente prima dell'inizio della stagione e giocò un altro campionato nella CBA, con i Billings Volcanos. Venne selezionato nel secondo quintetto ideale della lega.

## Palmarès
- All-CBA Second Team (1981)